# Oh Mu
Oh Mu est une personnalité artistique italo-suisse, née en 1993 à Martigny, active dans les domaines de la chanson et de l'illustration.

## Biographie
Estelle Marchi, qui a la double nationalité italienne et suisse, naît en 1993 à Martigny, dans le canton du Valais, et y grandit,. 
Après le conservatoire à Martigny et des études en bande dessinée à Bruxelles, elle décide de se lancer dans la musique. Selon ses propres déclarations, elle s'y met sérieusement à partir de 2016 et apprend en autodidacte la composition et la production. Elle s'installe à Paris à la même période et vit à Rennes en 2020.

### Parcours artistique
Son nom d'artiste, Oh Mu, est tiré du film Nausicaä d'Hayao Miyazaki en référence aux « ömus », créatures chargées de protéger la forêt et capables d'entrer dans une « colère positive » indomptable. Oh Mu explique ce choix comme suit : « C’était évident que j’allais m’appeler comme ça car, dans mon travail, l’idée de l’aliénation revient. Ces créatures [...] sont en dehors de l’humanité, peuvent être très violentes, mais elles veulent juste la paix. Il y avait cette idée de créatures aliénées, et de communication compliquée. ».
Oh Mu se fait repérer sur Internet et co-produit ensuite ses albums avec le studio Soyuz. Son premier disque, Le Feu, sorti en 2017, décrit ses combats intérieurs. Sa notoriété débute avec le single C'est la vie, dont la mention dans les magazines Les Inrockuptibles et Le Nouvel Obs propulse la reconnaissance de sa musique dans son Valais natal.
Sa musique est qualifiée d'electro-pop et alternative[réf. souhaitée] et comparée dans un article de 2018 du Nouvel Obs à celle de Grimes et Princess Nokia. Ses textes ont un « propos littéral ».

« Les morceaux d'Oh Mu donnent une sensation de puzzle audio, de télescopages d'éclats de sons, collés en autodidacte inspirée, qui, pour peu qu'on prenne le recul nécessaire, offre au regard l'image globale du travail de cette artiste qui raconte avec une honnêteté presque désarmante son trouble intérieur et sa quête d'absolu. »

Oh Mu se produit à Paris notamment à La Cigale en avril 2018, en première partie de Bagarre,, et à la Gaîté-Lyrique aux Inrocks Festival en novembre de la même année, ; en Suisse, notamment à Lausanne au Romandie avec Sandor en 2019, à l'Arsenic la même année lors de la Fête du slip et au Label Suisse Festival en 2020. 
Oh Mu est également une illustratrice indépendante. Ses œuvres exécutées au crayon ou au feutre « offrent une approche brute » « d'un monde imaginaire et d'une autobiographie douloureuse ».

## Discographie
- 2016 : Needle, EP
- 2017 : Le Feu, EP
- 2018 : Oh Mu, EP
- 2020 : Daddy, single
- 2020 : Dingue, single
- 2020 : Contre-culture, EP